# Gouvernement du Territoire du Nord
Le gouvernement du Territoire du Nord est l'organe du  pouvoir exécutif du Territoire du Nord en Australie. Le gouvernement du Territoire du Nord a été créé en 1978 par l'octroi de l'autonomie gouvernementale au Territoire. Le Territoire du Nord fait partie du Commonwealth d'Australie, ses relations avec l'état fédéral et les autres états sont régis par la Constitution de l'Australie.
Bien qu'on lui ait délégué l’autonomie gouvernementale, la Constitution australienne attribue au Commonwealth la totalité des pouvoirs législatifs sur le Territoire du Nord quand il choisit de les exercer. Le parlement du Territoire du Nord ne dispose pas de l'indépendance législative comme les États australiens, mais il dispose du pouvoir sur toutes les questions qui ne sont pas en conflit avec la Constitution et les lois applicables du Commonwealth. Il reste toutefois soumis au veto éventuel du Commonwealth.
Depuis le 28 août 2024, le chef du gouvernement est la ministre en chef Lia Finocchiaro (Parti rural libéral), après la défaite électorale d'Eva Lawler qui a occupé le poste de ministre en chef jusqu'au 24 août 2024 ,,.

## Pouvoir législatif
Le pouvoir législatif appartient à l’Assemblée législative, qui se compose de l’administrateur du Territoire du Nord et des membres de l’Assemblée. Bien que l’Assemblée exerce à peu près les mêmes pouvoirs que les parlements des États d’Australie, elle ne le fait que par délégation de pouvoirs du Commonwealth et non pas par droit constitutionnel. Cela signifie que le Parlement australien conserve le droit de légiférer pour le territoire quand il le souhaite. La loi accordant l’autonomie gouvernementale au Territoire permet au Cabinet fédéral de conseiller au gouverneur général de l’Australie d’annuler une loi adoptée par l’Assemblée. (Voir également Systèmes électoraux des États et territoires australiens ).

## Pouvoir exécutif
Le gouvernement est composé d'un conseil des ministres nommé par l'administrateur et choisi parmi les membres élus de l'Assemblée territoriale. Normalement, l’administrateur nomme le chef du parti majoritaire à l’Assemblée au poste de ministre en chef. Les autres ministres sont nommés par l’administrateur sur avis du ministre en chef. Le gouvernement du Territoire du Nord est membre du Conseil des gouvernements australiens.

## Cabinets ministériels

### Composition en 2025
| Ministre                       | Fonctions |
| ------------------------------ | --- |
| Honorable Lia Finocchiaro, MLA | - Ministre en chef - Ministre de la Police - Ministre des Services d'Incendie et des Urgences - Ministre de la Défense NT - Ministre pour la Coordination du Territoire |
| Honorable Gerard Maley, MLA    | - Vice-ministre en chef - Ministre de l'agroalimentaire et de la pêche - Ministre des mines et de l'énergie - Ministre des services correctionnels - Ministre des énergies renouvelables - Ministre de la pêche récréative |
| Bill Yan                       | - Trésorier - Ministre de la logistique et des infrastructures - Ministre de la construction de logements |
| Marie-Clare Boothby            | - Procureur général - Ministre du tourisme et de l'hôtellerie - Ministre des grands événements - Ministre des parcs et de la faune - Ministre des courses |
| Steve Edgington                | - Ministre de la Santé - Ministre de la Santé mentale - Ministre de la Politique sur l'alcool - Ministre des Affaires autochtones - Ministre du Logement, des Gouvernements locaux et du Développement communautaire - Ministre des Services essentiels |
| Joshua Burgoyne                | - Ministre des Territoires, de l'Aménagement du territoire et de l'Environnement - Ministre du Développement des entreprises et du numérique - Ministre des Ressources en eau |
| Jo Hersey                      | - Ministre de l'Éducation et de la Formation - Ministre de l'Éducation préscolaire - Ministre des Services |
| Robyn Cahill                   | - Ministre du Commerce, des Affaires et des Relations avec l'Asie - Ministre de l'Éducation internationale, de la Migration et de la Population - Ministre du Développement de la main-d'œuvre - Ministre de la Fabrication de pointe - Ministre de l'Enfance et de la Famille - Ministre de la Protection de l'enfance - Ministre de la Prévention de la violence familiale |
| Jinson Charls                  | - Ministre des Affaires sociales, des Sports et de la Culture - Ministre des Arts - Ministre des Personnes handicapées - Ministre des Affaires multiculturelles - Ministre des Anciens combattants |

## Projet de création d'un État du Territoire du Nord
Depuis de nombreuses années la question de l'accession au statut d'État fait l'objet de polémiques. Un référendum a été organisé sur ce sujet en 1998, mais la proposition a été rejetée de justesse. Ce fut un choc pour les gouvernements du Territoire du Nord et du Commonwealth, car les sondages d'opinion montraient que la plupart des habitants du Territoire étaient favorables à la création d'un État. Il n'en demeure pas moins que l'article 121 de la Constitution australienne donne au Parlement du Commonwealth le droit de déterminer les conditions d'admission des nouveaux États. Parmi les conditions proposées il y avait le passage à trois sièges au Sénat au lieu de deux. Les autres États ont tous 12 sénateurs. Outre ce qui a été décrit comme une attitude arrogante de Shane Stone, le ministre en chef de l'époque, on pense que de nombreux habitants du Territoire étaient réticents à accepter le statut d'État aux conditions proposées.